# باتريس مانسيل
باتريس مانسيل (بالإنجليزية: Patrice Munsel)‏ ‏(14 مايو 1925 - 4 أغسطس 2016) هي مغنية سوبرانو أمريكية، تعتبر أصغر مغنية تألقت في أوبرا ميتروبوليتان باسمها المستعار الأميرة بات.

## روابط خارجية
- باتريس مانسيل على موقع IMDb (الإنجليزية)
- باتريس مانسيل على موقع ميوزك برينز (الإنجليزية)
- باتريس مانسيل على موقع أول موفي (الإنجليزية)
- باتريس مانسيل على موقع قاعدة بيانات برودواي على الإنترنت (الإنجليزية)
- باتريس مانسيل على موقع ديسكوغز (الإنجليزية)
- باتريس مانسيل على موقع قاعدة بيانات الفيلم (الإنجليزية)